# Pentagramma triangularis
Pentagramma triangularis là một loài thực vật có mạch trong họ Adiantaceae. Loài này được (Kaulf.) Yatsk., Windham & E. Wollenw. miêu tả khoa học đầu tiên năm 1990.

## Hình ảnh

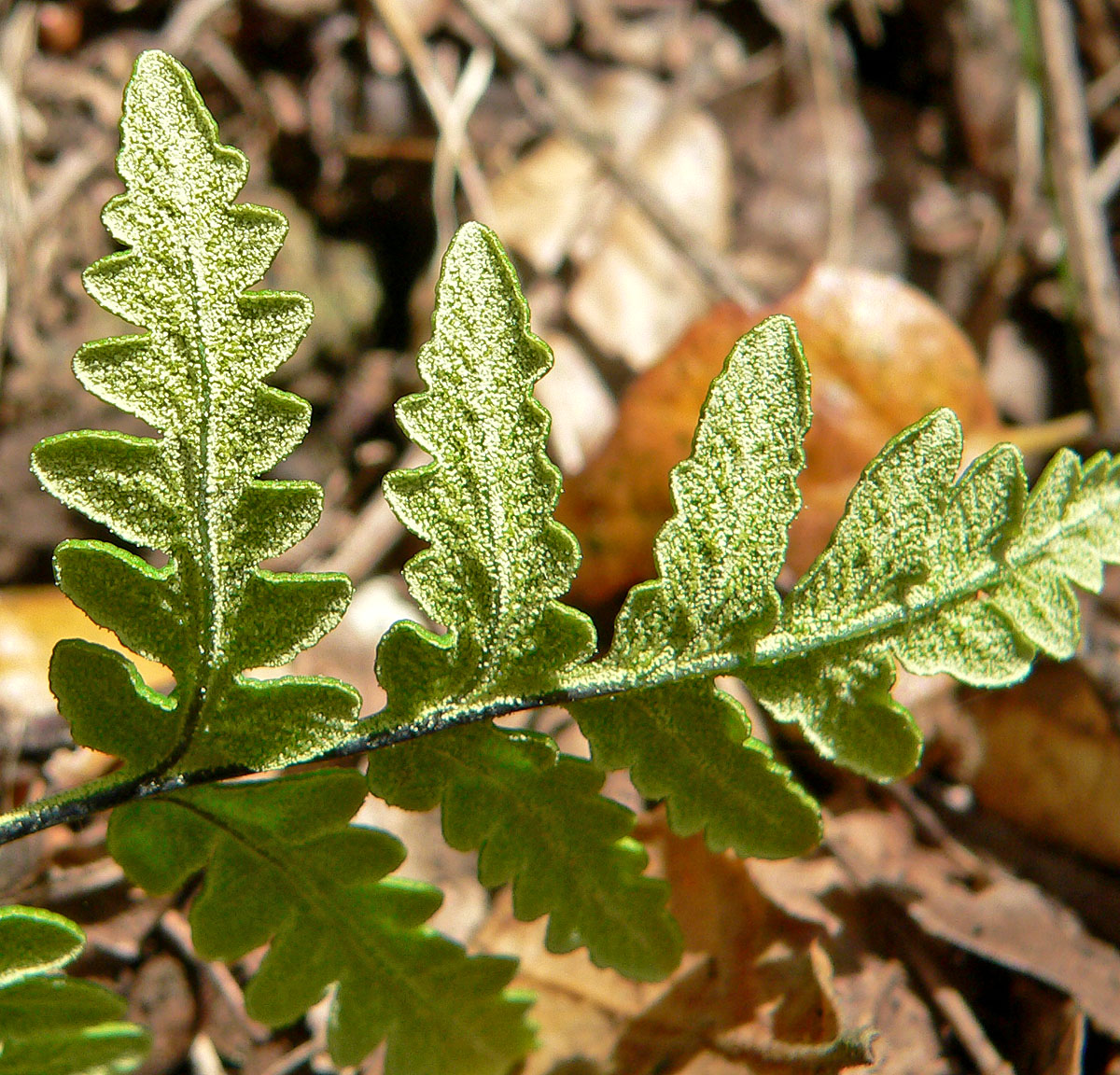
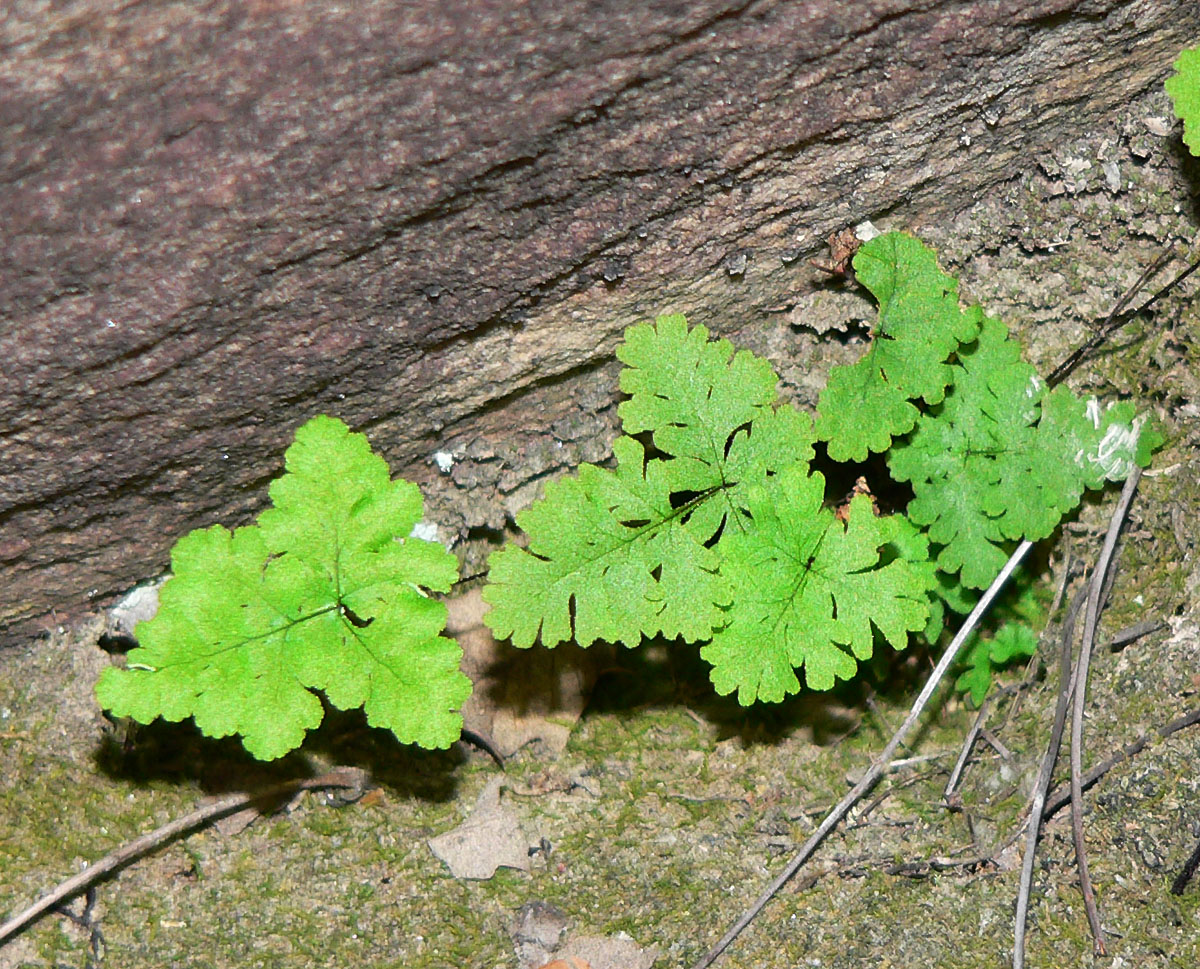
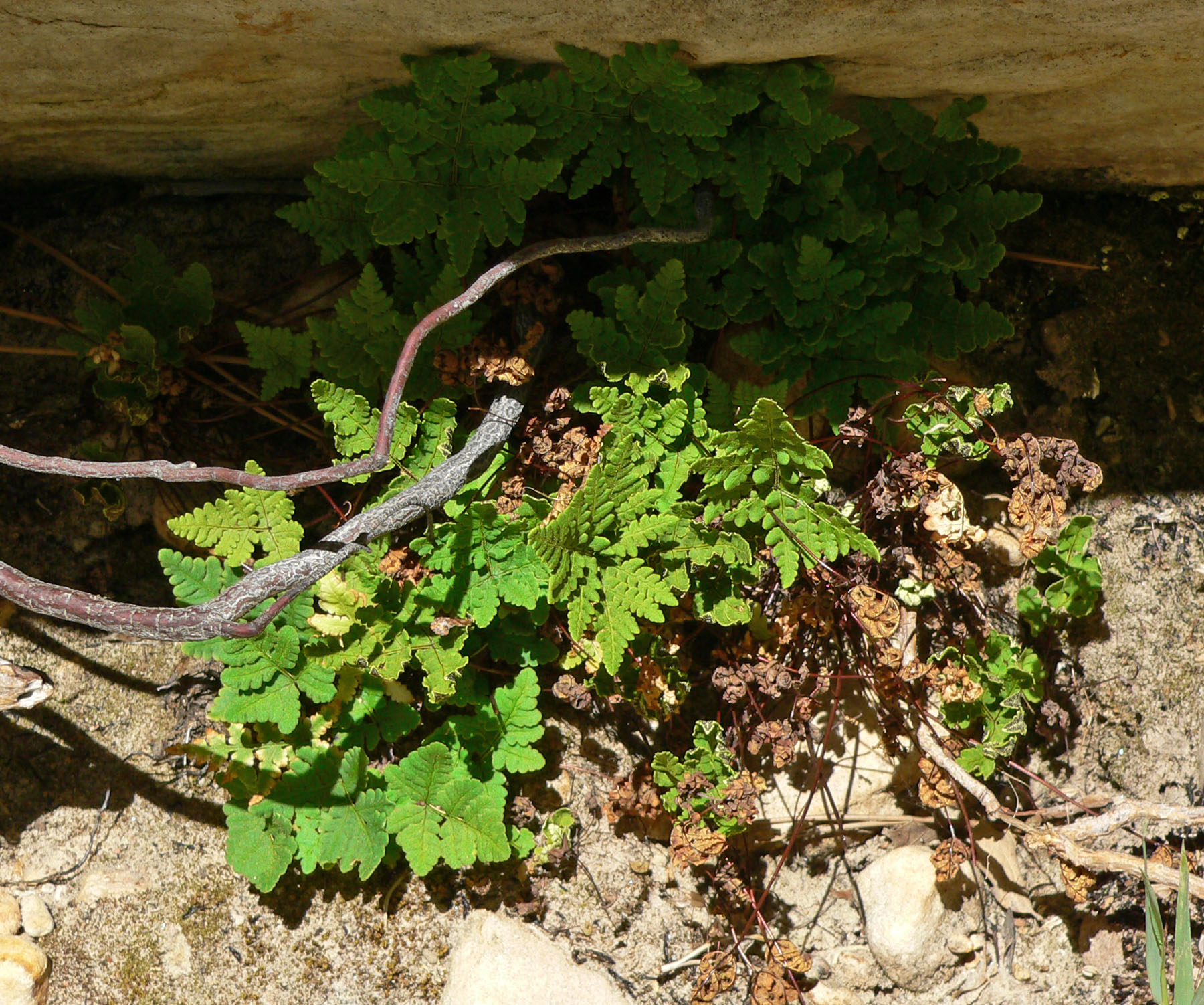
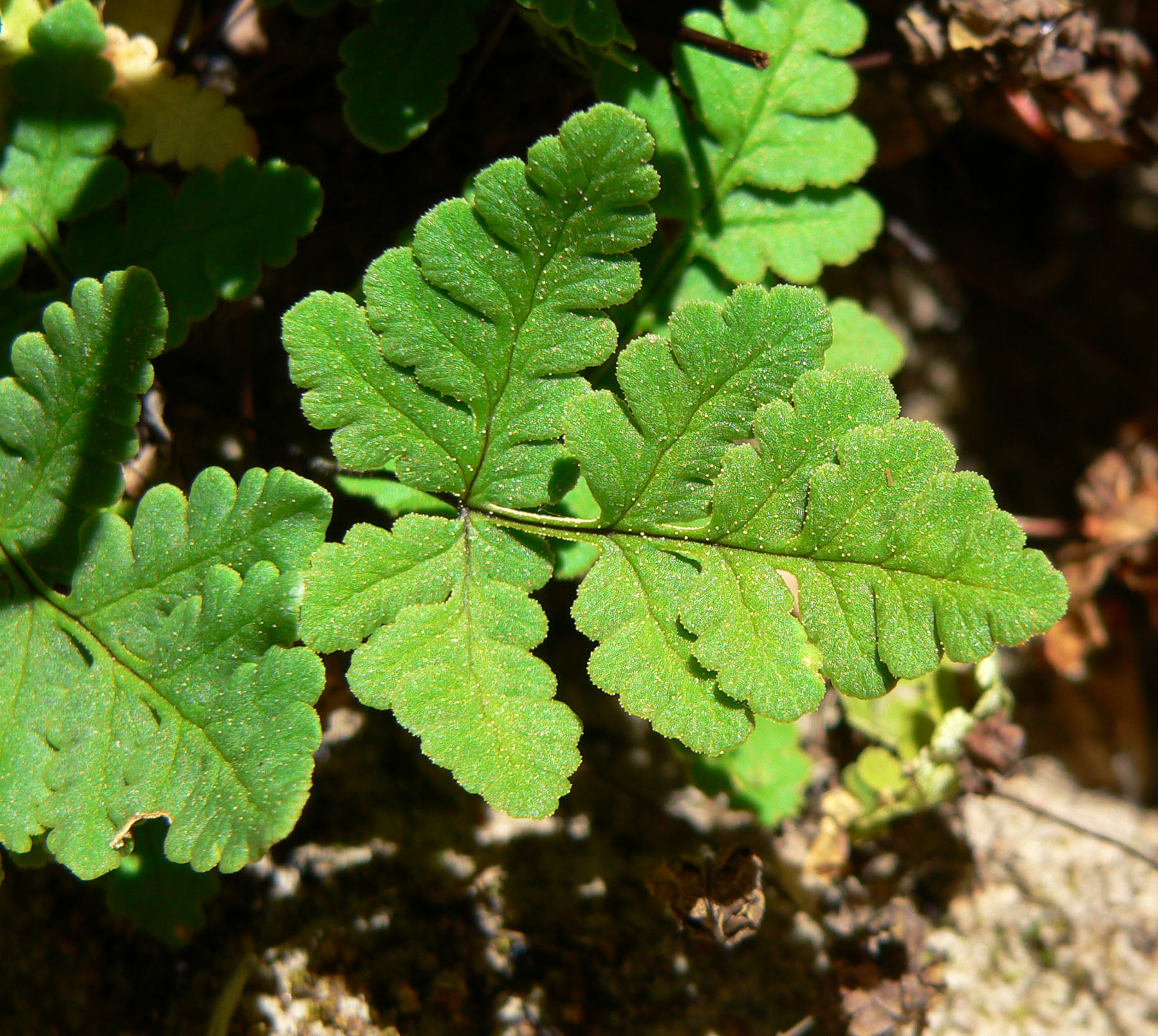